# Oncophorus suecicus
Oncophorus suecicus là một loài rêu trong họ Dicranaceae. Loài này được Arnell & C.E.O. Jensen mô tả khoa học đầu tiên năm 1895.